# Болтрушко, Павел Семёнович
Павел Семёнович Болтрушко — советский военный, государственный и политический деятель, полковник.

## Биография
Родился 21 сентября 1894 г. в деревне Бучелишки Молятской волости Ковенской губернии. Литовец. Член КПСС с 1918 года.
С 1914 года — на военной службе, общественной и политической работе. В 1916—1955 гг. — участник Гражданской войны, защитник Петрограда от белогвардейцев, участник ликвидации мятежа Корнилова, участник боёв с немецкими интервентами под Псковом, С 1919 г на военно-политической работе в РККА. До ареста — помощник командира 1-го стрелкового корпуса Ленинградского военного округа по политической части, 30 июня 1938 года арестован, 11 марта 1939 года освобождён. С 1940 года — на советской работе в Литовской ССР, первый секретарь Вильнюсского горкома ВКП(б), в 1943—1944 гг. — начальник отдела кадров штаба Литовских партизан. В 1945—1955 годах — военный комиссар Винницкой области Украинской ССР.
Избирался депутатом Верховного Совета СССР 1-го созыва.
Умер 12 февраля 1984 года в городе Виннице Украинской ССР.

## Награды
- Орден Ленина

- 3 ордена Красного знамени

- Медаль «XX лет РККА» (22.02.1938)